# Суинберн, Алджернон Чарлз
А́лджернон Чарлз Суи́нберн (англ. Algernon Charles Swinburne; 5 апреля 1837, Лондон — 10 апреля 1909, там же) — английский поэт.

## Биография
Суинберн родился 5 апреля 1837 года в Лондоне на Честер-стрит, дом 7. Он был самым старшим из шестерых детей в семье капитана (позднее адмирала) Чарлза Генри Суинберна и леди Джейн Генриетты, дочери графа Эшбернэма. Суинберн вырос в небольшой деревне Бончёрч на острове Уайт. С 1849 по 1853 год учился в Итон-Колледже, где впервые начал писать стихи, затем с 1856 по 1860 годы с небольшими перерывами (с 1859 года по май 1860 года Суинберн в качестве наказания был временно исключён из колледжа). Учился в Бейллиол-Колледже Оксфордского университета.
Суинберн проводил летние каникулы в графстве Нортумберленд, в доме своего деда — сэра Джона Суинберна (1762—1860) в Capheaton Hall. В доме была знаменитая библиотека— его дед являлся президентом Литературно-философского общества в Ньюкасл-апон-Тайне. Суинберн считал Нортумберленд своим родным домом, его чувства отразились в таких патриотических поэмах как «Нортумберленд» (англ. Northumberland), «Грейс Дарлинг» (англ. Grace Darling) и др. Он любил кататься на своём пони по полям, поросшим вереском, и считался бесстрашным наездником. Суинберн никогда не называл эти поля границей Шотландии.
В 1857—1860 годах Суинберн стал одним из членов интеллектуального кружка леди Паулин Тревельян в Веллингтон Холле, а после смерти своего деда в 1860 году какое-то время гостил в Ньюкасле у Уильяма Белла Скотта. В декабре 1862 года Суинберн вместе с Беллом Скоттом и его гостями — возможно, среди них даже был Данте Габриел Россетти — совершили путешествие в Тайнмут. Скотт писал в своих воспоминаниях, что когда они проходили рядом с морем, Суинберн прочитал свои стихи,— которые ещё не были опубликованы,— с какой-то необыкновенной интонацией; как будто волны «во всю длину набегали на песок к берегам Каллеркоатс и звучали словно отдалённые приветствия».
Во время учёбы в университете Суинберн общался с прерафаэлитами, его лучшим другом был Данте Габриел Россетти. После окончания колледжа жил в Лондоне, где и начал активно писать стихи. Россетти был в восторге от своего «маленького нортумберлендского друга».
Его поэтические работы включают: «Аталанта в Калидоне» (англ. Atalanta in Calydon, 1865), «Поэмы и баллады», Первая серия (англ. Poems and Ballads I, 1866), «Песни перед восходом солнца» (англ. Songs before Sunrise, 1871), «Поэмы и баллады», Вторая серия (англ. Poems and Ballads II, 1878), «Тристрам из Лайонесс» (англ. Tristram of Lyonesse, 1882), «Поэмы и баллады», Третья серия (англ. Poems and Ballads III, 1889), а также новеллу «Лесбия Брандон» (англ. Lesbia Brandon), которая была опубликована посмертно.
«Поэмы и баллады». Первая серия вызвала настоящую сенсацию, когда была впервые опубликована; особенно поэмы, написанные с почтением к знаменитой древнегреческой поэтессе Сапфо из Лесбоса, такие как «Анактория» (англ. Anactoria) и «Sapphics». Другие поэмы в этом сборнике, такие как «Прокаженный» (англ. The Leper), «Хвала Венере» (англ. Laus Veneris) и «Святая Дороти» (англ. St.Dorothy) пробуждают восхищение викторианской эпохой и Средневековьем, и это отчётливо видно в блестящем средневековом стиле, тоне и конструкции. Также эти черты можно увидеть в «Гимне Прозерпине» (англ. Hymn to Proserpine), «Триумфе времени» (англ. The Triumph of Time) и «Долорес» (англ. Dolores (Notre-Dame des Sept Douleurs)).
Суинберн возродил стихотворную форму рондель (англ. roundel), вариацию французской стихотворной формы рондо, которая была использована им в стихотворении «Сто лет рондо» (англ. A Century of Roundels), посвящённом Кристине Россетти.
Суинберн страдал алкоголизмом и алголагнией, также у него был очень легковозбудимый характер. В результате в 1879 году в возрасте 42 лет у Суинберна произошло физическое и психическое ухудшение здоровья. После этого его взял под свою опеку его друг Теодор Уоттс, который присматривал за ним до конца его жизни в пригороде Лондона Патни. Впоследствии у него пропал юношеский дух бунтарства, и он превратился в респектабельную фигуру. Суинберн умер на юго-западе Лондона от гриппа 10 апреля 1909 года в возрасте 72 лет и был похоронен в церкви Святого Бонифация в Бончёрче на острове Уайт, где прошло его детство.

## Критика
Считается, что Суинберн был декадентом, но, возможно, он больше говорил о пороках, чем потворствовал им на самом деле.
Владение словом, рифмой и метром поставили Суинберна в один ряд с самыми талантливыми английскими поэтами, однако его подвергали критике за витиеватый стиль и подбор слов, что подходило больше только для схем рифм, чем для понимания смысла. Известный английский критик Джордж Сейнтсбери в своей знаменитой работе «История английского стихосложения», том III (англ. A history of English prosody, III) очень много писал о Суинберне.
Одно время работы Суинберна были весьма популярны среди студентов Оксфорда и Кембриджа, но ныне мода на него прошла. В этом сказывается определённое влияние исторического контекста, связанного с консенсусом между читателем и академическими кругами в отношении творчества Суинберна, хотя к таким произведениям, как «Поэмы и баллады, Первая серия» и «Аталанта в Калидоне», критики всегда были благосклонны.
То, что две книги Суинберна, вышедшие, когда ему было всего 30 лет, сделали его в общественном восприятии первым поэтом Англии и преемником таких великих поэтов, как лорд Альфред Теннисон и Роберт Браунинг, сыграли скорее отрицательную роль в его жизни. До самой смерти Суинберна воспринимали именно так, хотя, по мнению, например, такого искушённого критика, как Альфред Эдуард Хаусмен, звание одного из величайших поэтов Англии было для Суинберна непосильной ношей.
После первой серии «Поэм и баллад», более поздняя поэзия Суинберна посвящена больше философии и политике (особенно объединению Италии, в частности в сборнике «Песни перед восходом солнца»). Он не прекращал писать любовную лирику (включая его эпическую поэму «Тристрам из Лайонесса»), но содержание было уже менее шокирующим. Его стихосложение, в особенности техника рифмовки, оставались в самой лучшей форме до самых последних дней.
Мопассан, который был лично знаком с ним, отмечая, что он «является одним из первых поэтов своего времени по оригинальности вымысла и изумительной изощрённости формы», писал про него в статье «Англичанин из Этрета»:
Это восторженно-вдохновенный, неистовый лирик, совсем не заботящийся о той скромной и честной истине, которую так упорно и терпеливо ищут ныне французские художники; он стремится запечатлеть грёзы, еле уловимые мысли, то вдохновенно грандиозные, то просто напыщенные, то величественно-прекрасные.

## Сборники на русском языке
- Сад Прозерпины. Стихи. Перевод, предисловие и примечания Г. Бена. Санкт-Петербург, 2003.
- Молю, успейте внять стихам моим… / Heel Well This Rhyme Before Your Pleasure Tire… Москва, 2012. Переводы М. Донского, Б. Пастернака, Г. Бена, В. Рогова и др.